# Stomp buishorentje

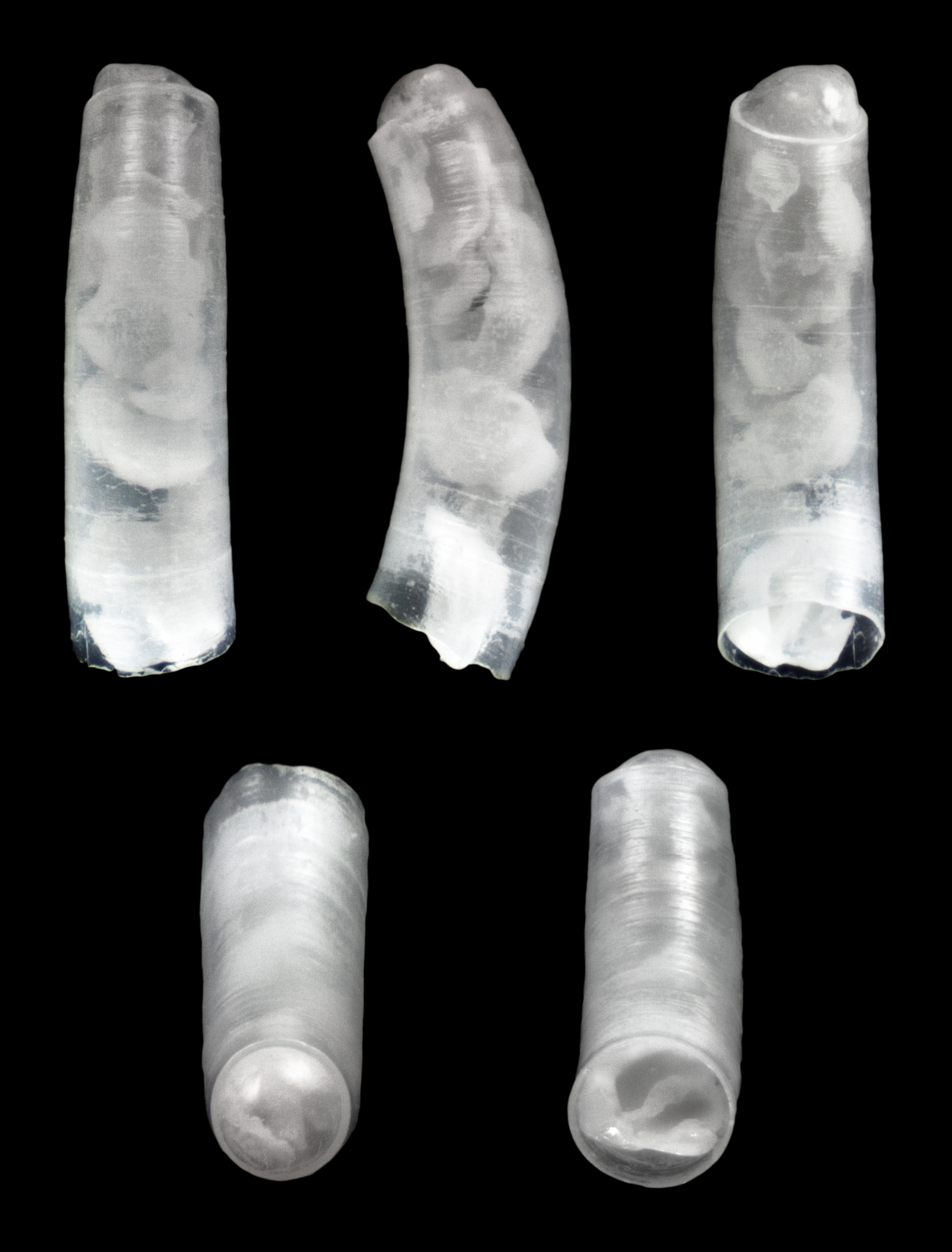

Het Stomp buishorentje (Caecum glabrum) is een mariene gastropode uit de familie Caecidae.